# Stavisky
Stavisky (Alternativtitel: Stavisky …) ist ein französischer Spielfilm von Regisseur Alain Resnais aus dem Jahr 1974 über die Stavisky-Affäre. Die Hauptrolle des Hochstaplers und Millionenbetrügers Alexandre Stavisky übernahm Jean-Paul Belmondo. Das Drehbuch verfasste der spanische Schriftsteller Jorge Semprún.

## Handlung
Der Film zeigt die letzten Lebensjahre des Alexandre Stavisky und die politischen Auswirkungen der von ihm ausgelösten Stavisky-Affäre.

## Historischer Hintergrund
Historischer Hintergrund ist die sogenannte Affaire Stavisky, die in den 1930ern in Frankreich hohe Wellen schlug.
Serge Alexandre Stavisky, Sohn ukrainischer Einwanderer, machte sich als Hochstapler und Millionenbetrüger einen Namen und war Liebling der französischen Gesellschaft. In seine Betrügereien waren hochrangige Personen aus Politik und Wirtschaft verwickelt. Die Umstände seines Todes sind bis heute nicht schlüssig geklärt. Sein Tod und die Aufdeckung seiner Betrügereien durch die Polizei löste in Frankreich ein politisches Erdbeben aus, führte an den Rand eines Bürgerkriegs und schwächte Frankreichs Position in Europa.

## Produktion und Veröffentlichung
Die Idee, einen Film über Stavskys Leben zu drehen, kam von Jean-Paul Belmondo, der Jorge Semprun mit dem Schreiben eines Drehbuchs beauftragte. Alain Resnais zeigt Interesse an dem Projekt und drehte nach 6 Jahren Pause wieder einen Film.
Die Dreharbeiten fanden im Herbst 1973 in Paris und in Biarritz statt.
Artdirector war der mehrfach César-nominierte bzw. ausgezeichnete Szenenbildner Jacques Saulnier, der mit Resnais bereits seit dessen frühen Filmen Hiroshima mon amour (1959) und Letztes Jahr in Marienbad (1961) zusammengearbeitet hatte. Sacha Vierny, einer der beiden Kameramänner von Resnais’ Dokumentarfilm Nacht und Nebel war ebenfalls an dessen ersten (erhaltenen) Spielfilm Hiroshima mon amour als Kameramann beteiligt, und Albert Jurgenson wurde in der Folge der bevorzugte Editor des Regisseurs.
Stavisky war der erste Film, für den Stephen Sondheim die Musik komponiert hat und der einzige Film überhaupt, für den er den kompletten Soundtrack geschrieben hat. Sondheim und Resnais hatten sich in Cannes anlässlich der Aufführung von The Last of Sheila getroffen, und Resnais hatte Sondheim, der noch nie eine Filmmusik komponiert hatte, gebeten, die Musik für seinen Stavisky-Film zu schreiben. Sondheim komponierte die Musik in New York am Piano und nutzte zur Unterstützung Video-Aufnahmen von den Filmarbeiten, die Resnais ihm zur Verfügung stellte. Orchestriert wurde die Musik von Jonathan Tunick. Es spielt ein Kammerorchester unter der Leitung von Carlo Savina und Jacques Mercier.
Die Kostüme entwarf Jacqueline Moreau, Designer der Kostüme von Anny Duperey war Yves Saint-Laurent, die für Claude Rich entwarf der französisch-italienische Modeschöpfer Francesco Smalto (1927–2015).
Premiere des Films in Frankreich war am 15. Mai 1974 in Cannes, und er wurde am 29. September 1974 auf dem New York Film Festival vorgestellt.
Er lief erneut bei den Internationalen Filmfestspielen von Cannes 2011 im Rahmen eines Gala-Abends für Jean-Paul Belmondo.
In Deutschland wurde der Film am 12. Januar 1975 im deutschen Fernsehen gezeigt. 2016 veröffentlichte Arthaus eine digital aufbereitete Fassung des Films in französischer und deutscher Sprache.

## Auszeichnungen
Der Film lief bei den Internationalen Filmfestspielen von Cannes 1974 im Wettbewerb um die Goldene Palme, aber nur Charles Boyer wurde mit einer special mention ausgezeichnet.
Charles Boyer erhielt 1974 den New York Film Critics Circle Award in der Kategorie Bester Nebendarsteller.

## Rezeption
Nora Sayre von der New York Times schreibt anlässlich der Aufführung des Films auf dem New York Film Festival: „Mr. Renais flirtet mit der Zeit […] Manche Sprünge in die Zukunft funktionieren sehr gut, obwohl es ein paar zuviel sind. Indes, trotz dieser Mystifizierungen ist Stavisky einer der lohnendsten Filme, die ich in diesem Jahr gesehen habe – und einer der intelligentesten“.
Oliver Armknecht vom Filmjournal film-rezensionen.de würdigt in seiner ausführlichen Analyse die herausragende Leistung der beiden Hauptdarsteller Jean Paul Belmondo und Charles Boyer und schreibt dann, der zeitlose Aspekt des Historiendramas mache den Film bis heute sehenswert. Für Resnais sei die Vita des Hochstaplers Stavisky ein Symptom, heute noch genauso aktuell wie seinerzeit. „Tatsächlich provoziert die Art und Weise, wie die Menschen auf einen Charismatiker hereingefallen [sind], der ihnen sonst was erzählen konnte, geradezu Vergleiche mit heute.“ Die Sehnsucht nach Anerkennung, wie sie Stavisky habe, sei dabei ebenso zeitlos wie das unreflektierte Hinterherlaufen. „Parallelen zu zeitgenössischen Politikgestalten liegen ebenso nahe wie die grotesken Auswüchse, die man in Wirtschaft oder dem Finanzsektor gesehen hat“. Die Schönheit seiner Bilder, die vornehme Eleganz des Films habe seinerzeit zwar für „manche Vestimmung“ gesorgt, und Resnais sei vorgeworfen worden, er habe
seinen analytischen Blick zugunsten einer Schwärmerei aufgegeben. Zwar blieben viele Fragen zum Kontext wie auch zu der Figur an sich offen, aber es lohne sich doch, bei dieser gleichermaßen faszinierten wie melancholischen Fragestellung dabei zu sein.
Anlässlich der Veröffentlichung 2018 der 4K Restaurierung von Stavisky schreibt der Kritiker der Los Angeles Times, indem er sich zunächst auf die Premiere 1974 in Cannes bezieht: „Ein elegantes Art Deco-Schwelgen des brillanten französischen Filmemachers Alain Resnais mit Jean-Paul Belmondo, der in den 1930ern sein Unwesen als romantischer Schwindler treibt, das in Cannes nicht punkten konnte, und eine Kino-Wiederaufnahme, die jetzt als das geschätzt werden kann, was sie ist: ein trügerisch-nachdenkliches Vergnügen mit einer ganz eigenen prickelnden Melancholie und einer Fülle sinnlicher Unterhaltung.“
Trotz der kühlen Aufnahme des Films in Cannes bei den Kritikern, war er in Frankreich ein Publikumserfolg, erreichte aber mit 300.000 Zuschauern in den Pariser Kinos und mehr als einer Million in Frankreich nicht die üblichen Zuschauerzahlen eines Belmondo-Films. Anders als in Frankreich wurde der Film in den USA von der Kritik sehr positiv aufgenommen. Auf Rotten Tomatoes erreichte der Film eine Positiv-Quote von 92 % auf der Basis von zwölf Filmkritiken.